# Resolució 776 del Consell de Seguretat de les Nacions Unides
La Resolució 776 del Consell de Seguretat de les Nacions Unides, fou adoptada el 14 de setembre de 1992. Després de reafirmar la Resolució 743 (1992) i observant les ofertes d'assistència realitzades pels estats membres des de l'aprovació de la Resolució 770 (1992) va autoritzar un augment de la grandària i la força de la Força de Protecció de les Nacions Unides a Bòsnia i Hercegovina i altres zones de l'antiga Iugoslàvia.
En virtut de la Resolució 776, la Força de Protecció hauria de proporcionar protecció a organitzacions humanitàries com el Comitè Internacional de la Creu Roja, i altres activitats tal com ho va demanar l'Alt Comissionat de les Nacions Unides per als Refugiats, com convocar i negociant passatge segur. També es permetrà a la Força utilitzar defensa pròpia si persones armades intenten impedir-li que compleixi el seu mandat.
La resolució va ser aprovada per 12 vots contra cap, amb 3 abstencions de la República Popular de la Xina, Índia i Zimbàbue.